# GZ Андромеды
GZ Андромеды (лат. GZ Andromedae) — кратная звезда в созвездии Андромеды на расстоянии приблизительно 549 световых лет (около 168 парсеков) от Солнца. 
Пара первого и второго компонентов (WDS J02122+4440A) — двойная затменная переменная звезда типа W Большой Медведицы (EW). Видимая звёздная величина звезды — от +11,61m до +10,83m. Орбитальный период — около 0,305 суток (7,3204 часов).

## Характеристики
Первый компонент (WDS J02122+4440Aa) — жёлтый карлик спектрального класса G5V. Масса — около 1,25 солнечной, радиус — около 1,06 солнечного, светимость — около 0,63 солнечной. Эффективная температура — около 5260 K.
Второй компонент (WDS J02122+4440Ab) — жёлтый карлик спектрального класса G5V. Масса — около 0,65 солнечной, радиус — около 0,78 солнечного, светимость — около 0,41 солнечной.
Третий компонент (UCAC2 47016021) — жёлтый карлик спектрального класса G5V. Видимая звёздная величина звезды — +11,3m. Радиус — около 1,07 солнечного, светимость — около 0,964 солнечной. Эффективная температура — около 5525 K. Удалён на 8,2 угловых секунд.
Четвёртый компонент (2MASS J02121375+4439231) — оранжевый гигант спектрального класса K. Видимая звёздная величина звезды — +10,4m. Радиус — около 10,82 солнечных, светимость — около 55,227 солнечных. Эффективная температура — около 4784 K. Удалён на 13,5 угловых секунд.
Пятый компонент (2MASS J02121194+4439424) — жёлтая звезда спектрального класса G7. Видимая звёздная величина звезды — +11,7m. Радиус — около 2,84 солнечных, светимость — около 6,25 солнечных. Эффективная температура — около 5415 K. Удалён на 24,4 угловых секунды.
Шестой компонент (WDS J02122+4440E). Видимая звёздная величина звезды — +13,94m. Удалён на 80,3 угловых секунд.
Седьмой компонент (WDS J02122+4440F). Видимая звёздная величина звезды — +14m. Удалён на 13,3 угловых секунд.